# 小行星16154
小行星16154（16154 Dabramo）是一颗绕太阳运转的小行星，为主小行星带小行星。该小行星于2000年1月1日发现。

## 轨道参数
小行星16154的轨道半长轴为3.2014132 UA，离心率为0.049。